# Požarevac
Požarevac (v srbské cyrilici Пожаревац) je srbské město ve stejnojmenné opštině v Braničevském okruhu, jehož je administrativním centrem. Podle sčítání lidu z roku 2002 mělo 41 736 obyvatel (v roce 1991 43 885 obyvatel). Požarevac, kdysi jedno z nejvýznamnějších administrativních, ekonomických a kulturních center Srbska, se nachází 80 km jihovýchodně od hlavního města Bělehradu. Město se proslavilo díky Požarevackému míru a také jako rodiště Slobodana Miloševiće.

## Poloha
Požarevac leží ve východním Srbsku v úrodné rovině. Severně od něj protéká řeka Dunaj. Nedaleko od města se také vypíná hora Čačalica. Město leží 80 kilometrů jihovýchodně od Bělehradu, a to mezi třemi řekami: Dunajem, Velkou Moravou a Mlavou. 

## Název
Název města je slovanského původu, od slova požár. V této podobě byl přejímán do cizích jazyků, např. v němčině existuje historická podoba názvu Passarowitz, v maďarštině jako Pozsarevác apod. Podle lidových tradic mohl vzniknout i jiným způsobem, např. od kolonistů původně z vesnice Požerane apod.

## Historie
Oblast je osídlená od dávnověku. To dokládá i nález sočky Kličevackého idolu (později zničená). Žili zde Keltové, byla součástí Římské říše. V roce 442 tudy pronikali Hunové na území tehdejší Východořímské říše. Slované se sem dosídlili v 7. století.
Sídlo vzniklo nejspíše ve 14. století pod názvem Puporače. Písemně je poprvé připomínáno roku 1467 v tureckém dokumentu. Požarevac byl tehdy vesnice v náchii Lučica a žil zde 49 rodin. Vesnice se postupně rozvíjela rozvíjelo; uvedený dokument uváděl 123 obydlených domů. Poté však po nějakou dobu byla vesnice opuštěna a znovu osídlena až v letech 1521–1523. Po dobytí Turky byl ze správního hlediska součástí Smederevského sandžaku.

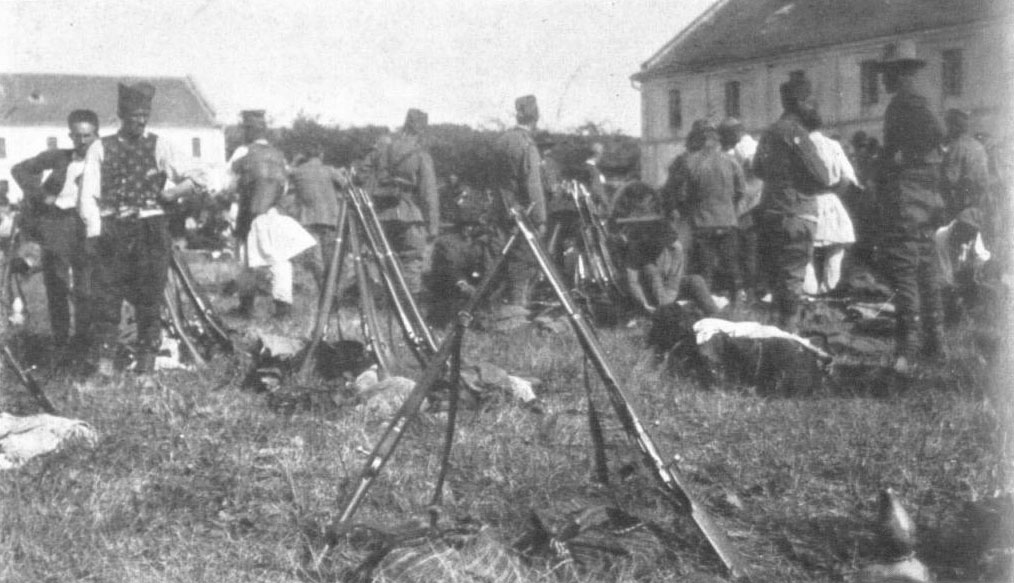
Mobilizovaní rezervisté v Požarevaci v roce 1914.

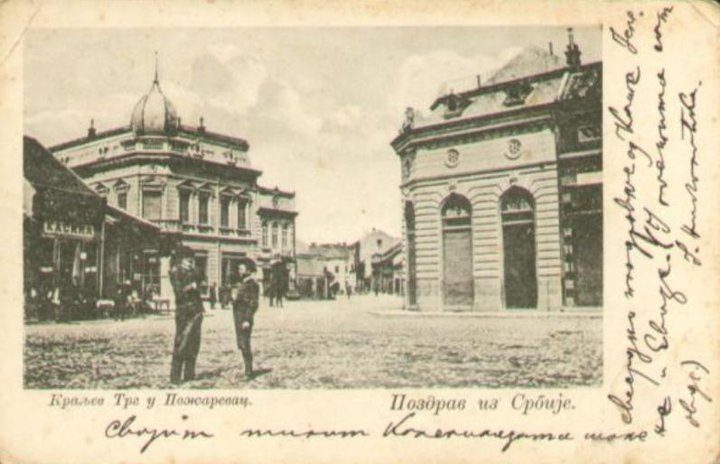
Střed města v roce 1920.

Požarevac se proslavil především díky podpisu Požarevackého míru v roce 1718, který byl podepsán mezi Rakouskem a Tureckem. Město bylo vybráno z důvodu své vhodné pozice (na hranici mezi Habsburskou monarchií a Osmanskou říší). V roce 1733 byla při místním pravoslavném kostele zřízena první škola.
V letech 1718–1739 bylo součástí Srbska pod nadvládou Habsburské monarchie. Od roku 1739 pak bylo opět součástí Osmanské říše. Na počátku 19. století jej při prvním srbském povstání obsadili ozbrojenci loajální srbskému vůdci Karađorđemu. V roce 1813 jej na krátko znovu obsadili Turci. Pro Miloše Obrenoviće byl Požarevac druhým hlavním městem. Nechal zde zřídit například první soud, který autonomní Srbsko ustanovilo. Kníže Miloš se zasadil o rozvoj města i řadou dalších kroků; v roce 1827 například nechal připojit i nedaleké vesnice Burjan a Bresje pod město. Vznikly i budovy v dnešním historickém centru města. Kostel byl postaven roku 1819 a jeho palác v roce 1821.
Roku 1834 bylo město na území Srbského knížectví třetím největším po Šabaci a Bělehradu, počet obyvatel se tehdy ale počítal na jednotky tisíc. Po rozšíření Srbska dále na jih byl v prvních pěti největších městech, neboť jej předstihl Leskovac a Niš.
V roce 1842 získalo město i vlastní divadlo, které odehrálo první představení Romea a Julie na území Balkánu. Svoji knihovnu potom měl Požarevac o pět let později. V nedalekém Ljubičevu byl provozován chov koní. V roce 1862 měl Požarevac 6062 obyvatel. V roce 1896 získalo město vlastní muzeum (druhé v Srbsku po metropoli Bělehradě) a v obdobné době sem byla otevřena i železniční trať Železniční trať Mala Krsna–Vražogrnac do Požarevace, která jej napojila na další velká města na území tehdejšího Srbska. V polovině 19. století začala rovněž i těžba surovin v okolí města.
Roku 1871 zde byl založen jeden z prvních peněžních ústavů v Srbsku (mimo Bělehrad).
Během první světové války zde bylo (v roce 1915) otevřeno letiště. Uzavřeno bylo roku 1976.
V meziválečném období bylo z administrativního hlediska součástí Dunajské bánoviny (1929–1941). Rozvoj byl pomalý díky omezeným hospodářským možnostem země a celosvětové hospodářské krizi. Ve 30. letech bylo otevřeno místní gymnázium a několik dalších veřejných budov. V této době již byl Požarevac jedním z mála jugoslávských měst, která měla svůj statut, a ten posloužil i pro tvorbu obdobných dokumentů pro další sídla Jugoslávie po druhé světové válce.
Samotný Požarevac byl roku 1941 po prohrané dubnové válce okupován německou armádou. Vojenské velitelství bylo umístěno v budově gymnázia a dne 19. dubna 1941 vydal místní německý velitel oznámení, že přebírá veškerou most. V okolí nicméně působily jednotky jugoslávských partyzánů a JVuO (četniků). Správní reformou z roku 1941 bylo město ustanoveno jedním ze čtrnácti regionálních center (okruh), čímž byla vytvořena srbská civilní správa v okupované zemi. V čele Požareveckého okruhu stál Dušan Jevtić.
Město bylo osvobozeno od fašismu dne 15. října 1944 jednotkami Rudé armády a partyzánů. Město si dodnes tento den připomíná jako Den osvobození, paradoxně na stejný den v obou světových válkách. V dobách existence SFRJ zde byl rozvíjen průmysl a energetika. Město se stalo známé díky výrobě sušenek Plazma keks. Jeho střed byl kompletně přebudován. Hlavní třída (tabačka čaršija) byla přebudována do podoby rozlehlého bulváru obklopeného vysokými bytovými domy.
V roce 1999 zde byl budován zábavní park s názvem Bambilend, jehož vznik inicioval syn tehdejšího srbského prezidenta Slobodana Miloševiće, který z Požarevace pocházel. Výstavba probíhala i během bombardování Srbska. Park po několika desítkách let byl opuštěn.

## Obyvatelstvo

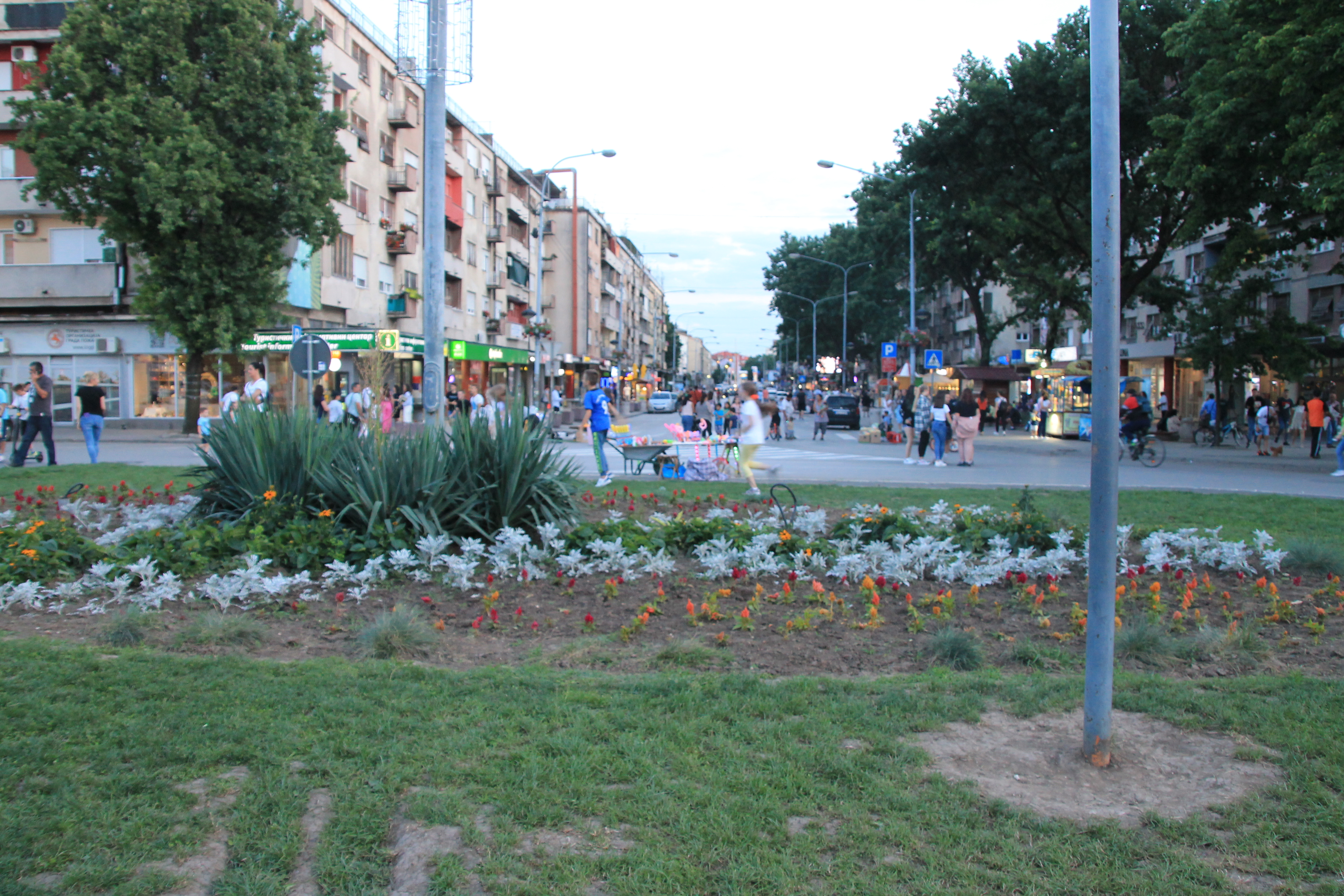
Střed města.

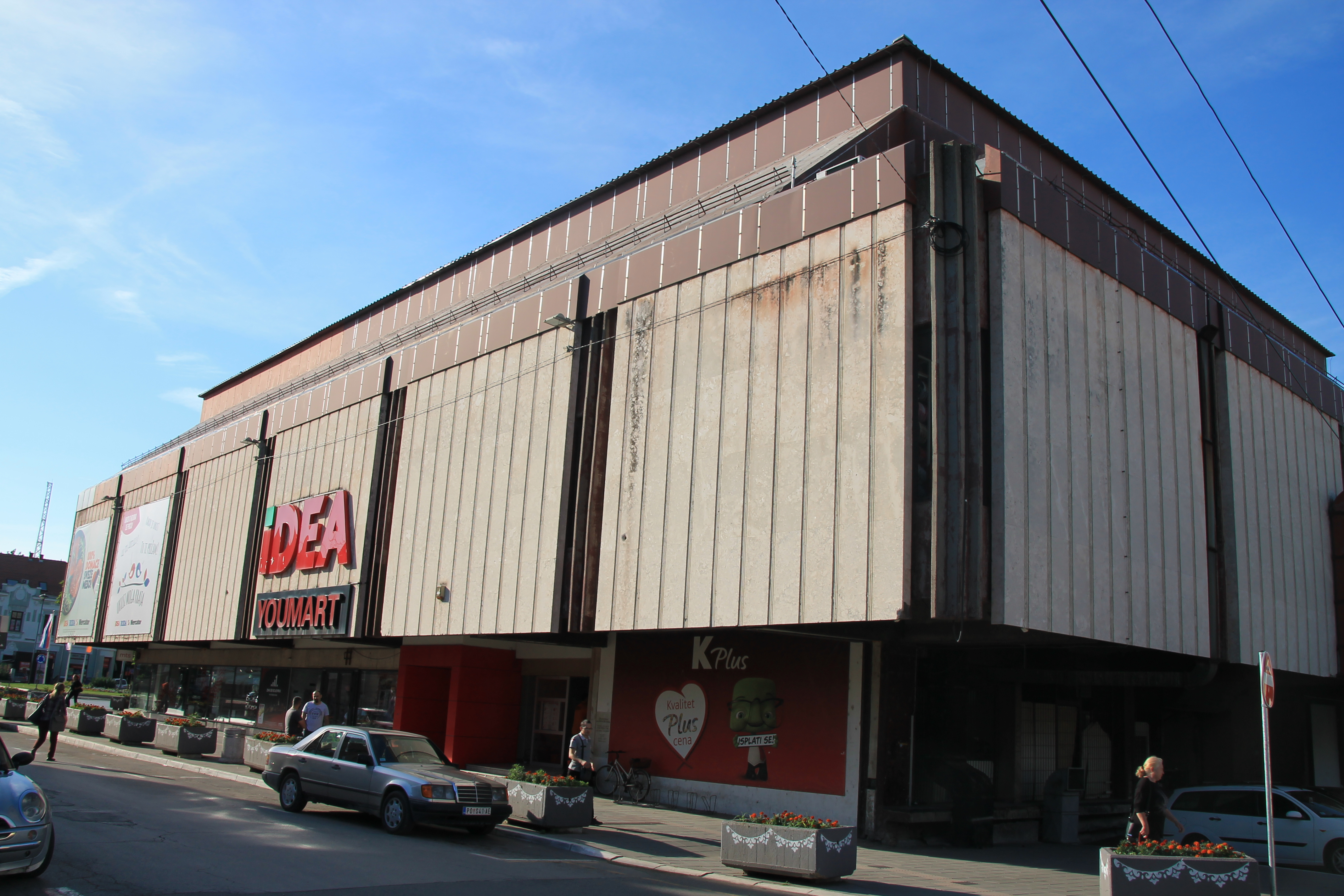
Obchodní dům Idea.

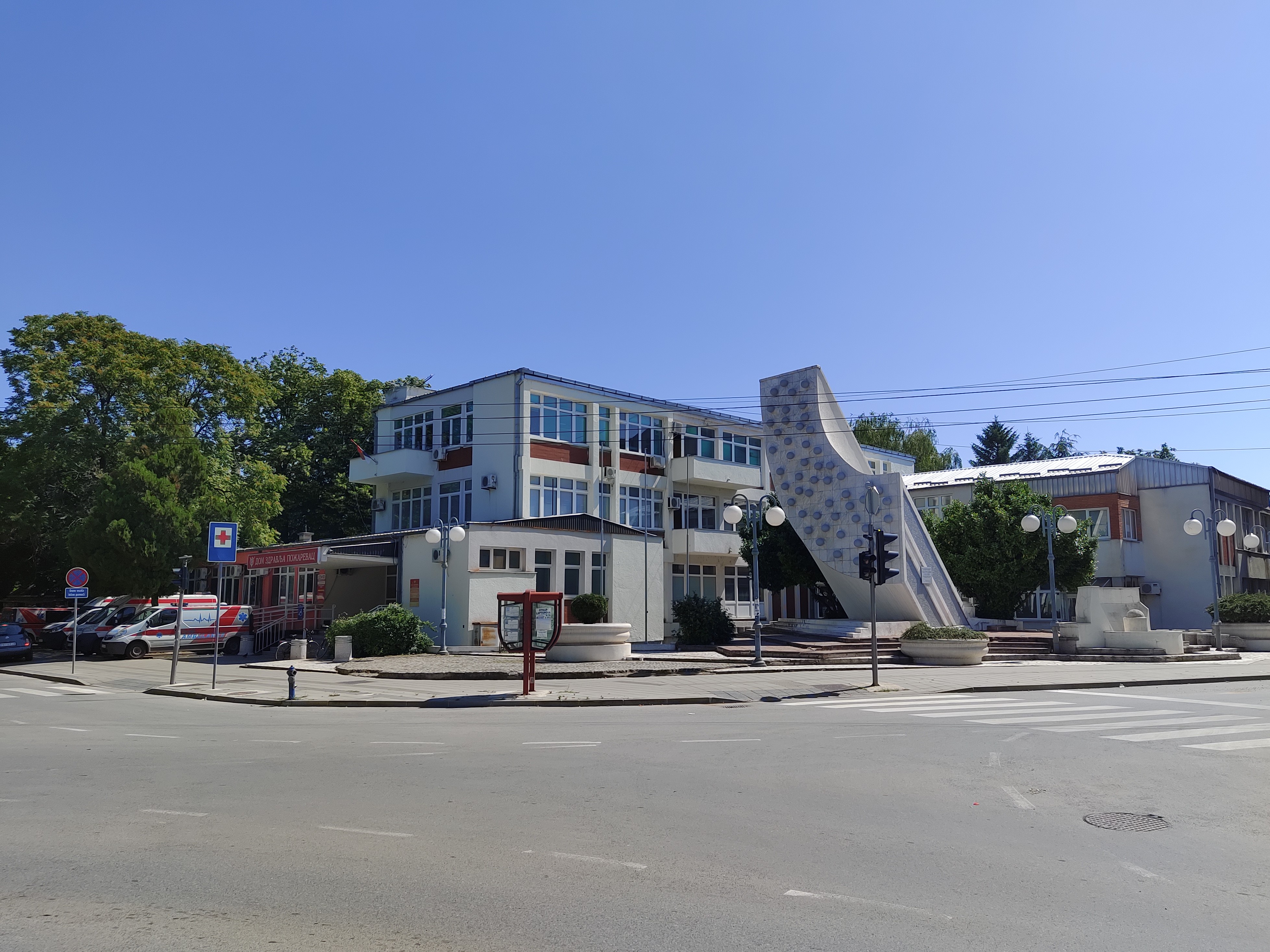
Zdravotnické centrum v Požarevaci.

Opština Požarevac (pro kterou existují statistiky obyvatelstva) má 75 334 obyvatel a samotné město potom mělo v roce 2011 44 183 obyvatel. Na rozdíl od většiny srbských měst je zde trend co do počtu obyvatel setrvale roustoucí.
Obyvatelstvo se hlásí většinou k srbské národnosti (88,67 % v roce 2011), zastoupena je dále národnost romská, kterou tvoří okolo 5 % všech obyvatel.

## Ekonomika
Téměř všechny firmy z regionu jsou soustředěny Požarevaci a jeho blízkém okolí. Nejznámějším průmyslovým podnikem je potravinářský kombinát Požarevac, který pokrývá čtvrtinu potravinové produkce  Srbska. Sídlí zde společnost Bambi (od roku 1967). 
Dříve se zde nacházel také cukrovar.
Průmyslová zóna (resp. přesněji Svobodná zóna Požarevac) je umístěna na jihozápadním okraji Požarevace, blízko jižního obchvatu města a přístupu k hlavní dálnici.
V okolí města se také těží ropa.
Obyvatelstvo je zaměstnáno hlavně ve výrobě, dále v obchodu a energetice. 

## Kultura

### Kulturní instituce

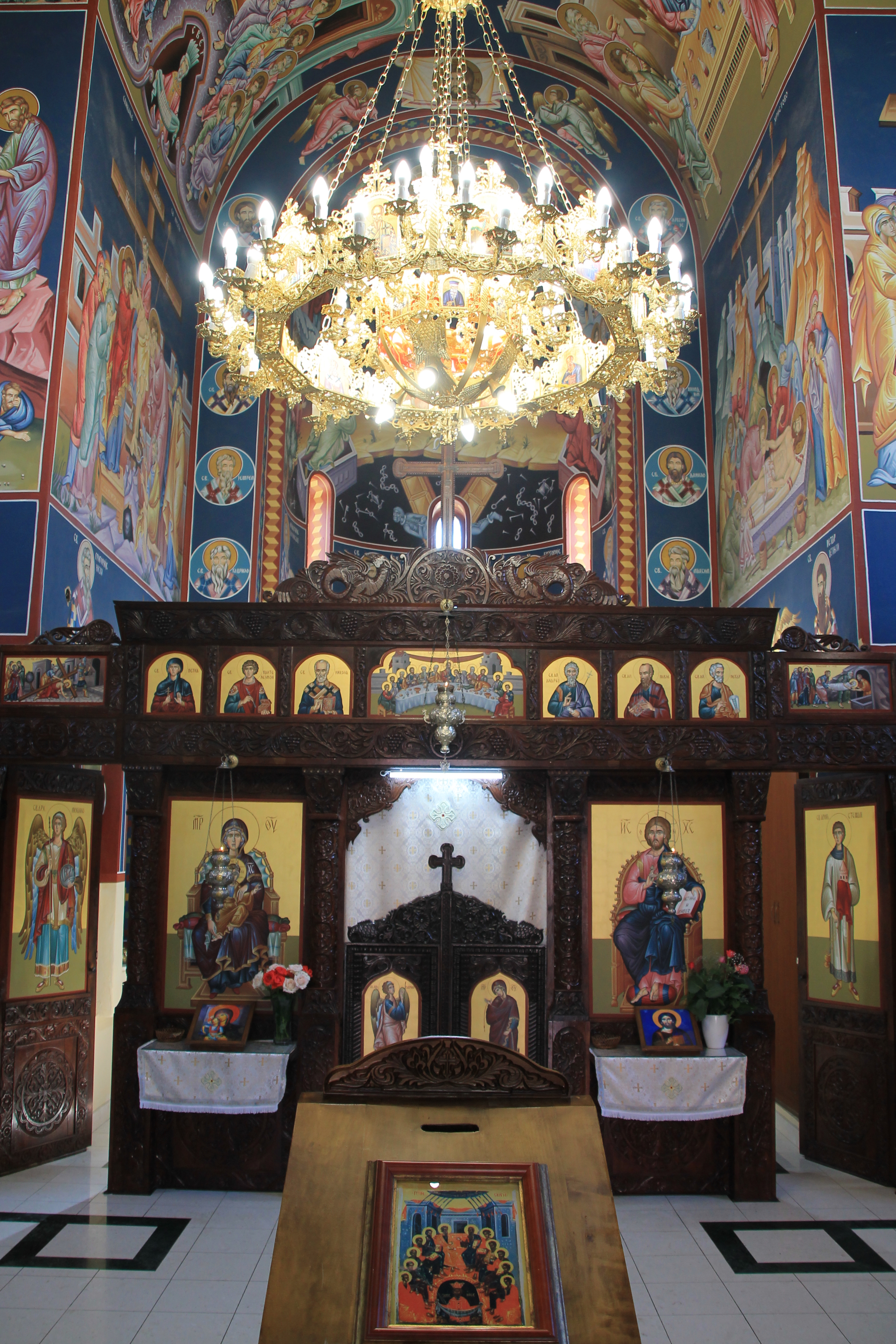
Kostel svatého Mikuláše, ikonostas chrámu.

V Požarevaci vzniklo po druhé světové válce kulturní centrum (dům kultury) v duchu moderní jugoslávské architektury.
Kromě výše uvedených historických kulturních institucí sídlí v Požarevaci také galerie, která nese jméno místní rodačky, Mileny Pavlović-Barili. Svoji pobočku zde má také srbské národní muzeum, a to již od roku 1896. V budově starých kasáren rovněž sídlí také historický archiv, který uchovává velké množství písemností z období různých etap srbských dějin.

### Kulturní akce
V Ljubičevu se konají pravidelné koňské hry, další významnou kulturní akcí Požarevace jsou Dny herectví Milivoje Živanoviće.
V Požarevace také pochází hudební skupina Fernando Colunga Ultimate Experience.

### Pamětihodnosti
Mezi místní kulturní památky patří např. budova okresního úřadu (srbsky зграда Окружног начелства) z roku 1899 (chráněná od roku 1983),s dále kostel svatého Mikuláše (srbsky Црква Светог Николе), katedrální chrám sv. archanděla Michaela a Gabriela z první poloviny 19. století (srbsky Саборна црква Светих архангела Михаила и Гаврила) nebo památník obětí z balkánských válek a první světové války.
Na vrcholu Čačalica se nachází brutalistický památník připomínající zde probíhající boje za druhé světové války. Dokončen byl roku 1985.

## Doprava
Přes město Požarevac vedou dva hlavní silniční tahy celostátního významu od Smedereva (resp. dálnice A1 u vesnice Mala Krsna) přes Požarevac dále k Dunaji a do měst Donji Milanovac, resp. Majdanpek. Silnice jsou vedeny okolo města a tvoří tak severní i jižní obchvat Požarevace. Výhledově má být do města zavedena rychlostní komunikace, která má dále pokračovat k Dunaji.
Kromě toho samotným městem prochází železniční trať vedená obdobným směrem.
Zajímavostí je, že ve městě i v roce 2023 zůstávala ulice pojmenovaná po Vladimiru Leninovi (srbsky Lenjinova) a bylo diskutováno její přejmenování.

## Sport
V letech 1926–2014 zde na stadionu Vašariště s kapacitou 4 000 diváků působil srbský fotbalový klub FK Mladi radnik Požarevac s původním jménem SK Radnički. Jeho nástupcem se stal v roce 2014 vzniklý klub FK Radnički 1926.
Na západním okraji Požarevace se nachází hipodrom.

## Školství
V Požarevaci se nachází gymnázium (srbsky Požarevačka gimnazija), Polytechnická škola a Vyšší technická škola srbsky Visoka tehnička škola strukovnih studija u Požarevcu). 

## Další instituce
Severozápadním směrem od středu města stojí rozsáhlá věznice (trestně-nápravní zařízení) Zabela. Jedná se o jedinou ženskou věznici v Srbsku. Severně od města se potom nachází kasárna Zvezda.

## Zdravotnictví
Požarevac má svoji nemocnici (Všeobecná nemocnice Požarevac). Město by výhledově mělo získat novou nemocnici.

## Galerie

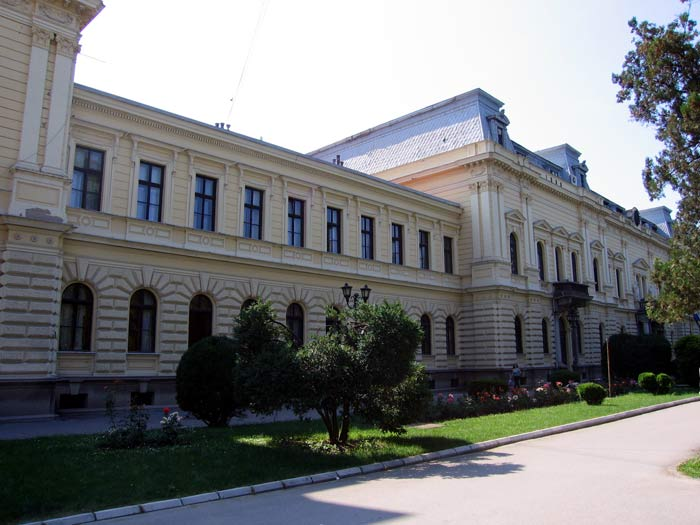
Sídlo primátora
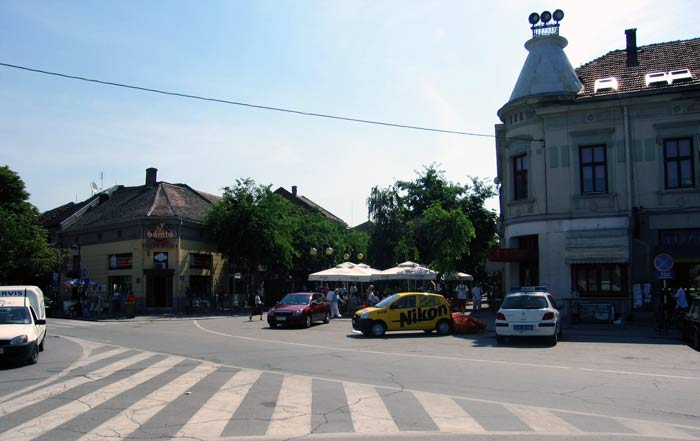
Centrum
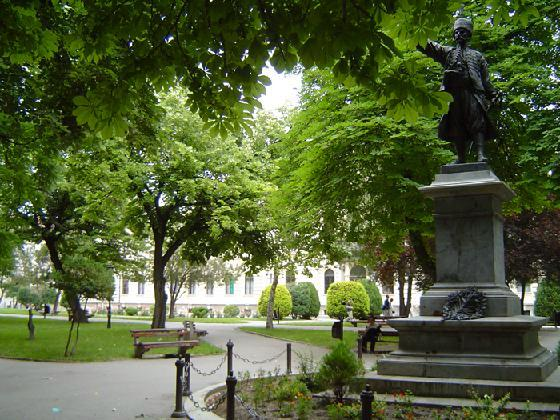
Požarevac Park
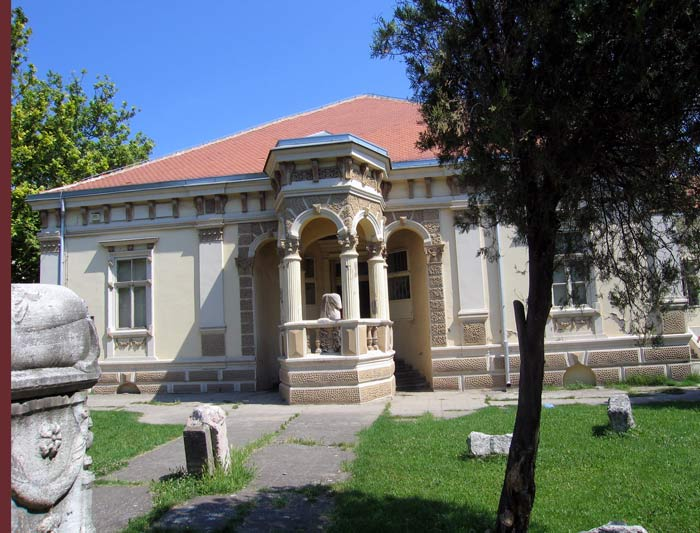
Historické Muzeum Požarevac
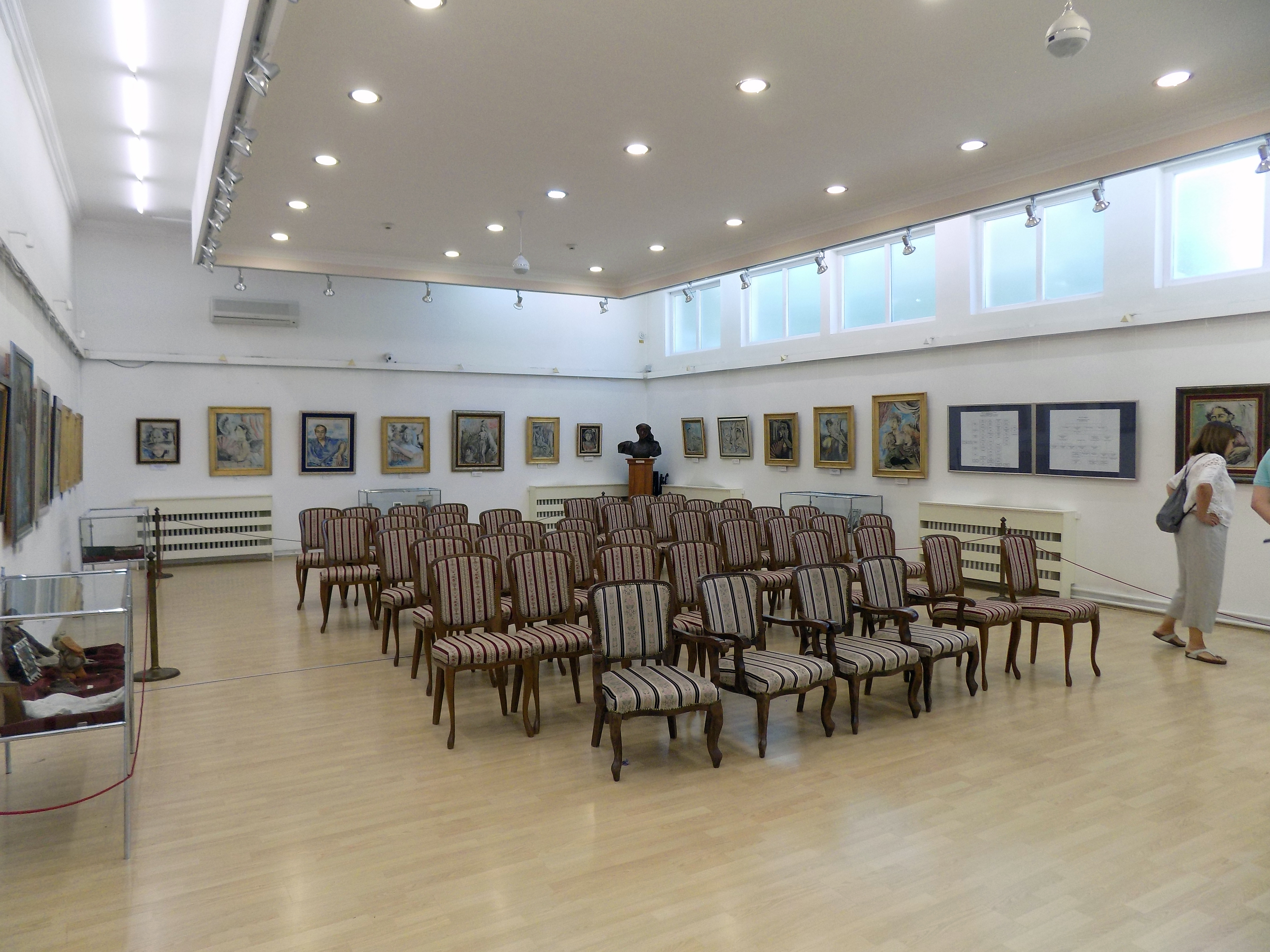
Galerie Milena Pavlović-Barili

## Známé osobnosti
- Slobodan Milošević, srbský politik
- Milivoje Stojanović, srbský vojenský důstojník
- Slaviša Žungul, fotbalista
- Prvoslav Vujčić, spisovatel
- Đorđe Jovanović, sochař
- Petar Dobrnjac, vojenský velitel
- Milenko Stojković, vojenský velitel
- Radmila Manojlović, zpěvačka
- Milena Pavlović-Barili, malířka
- Dimitrije, patriarcha Srbské pravoslavné církve
- Dragana Mirković, zpěvačka
- Novica Urošević, zpěvačka a skladatelka